# Tamworth (Australië)

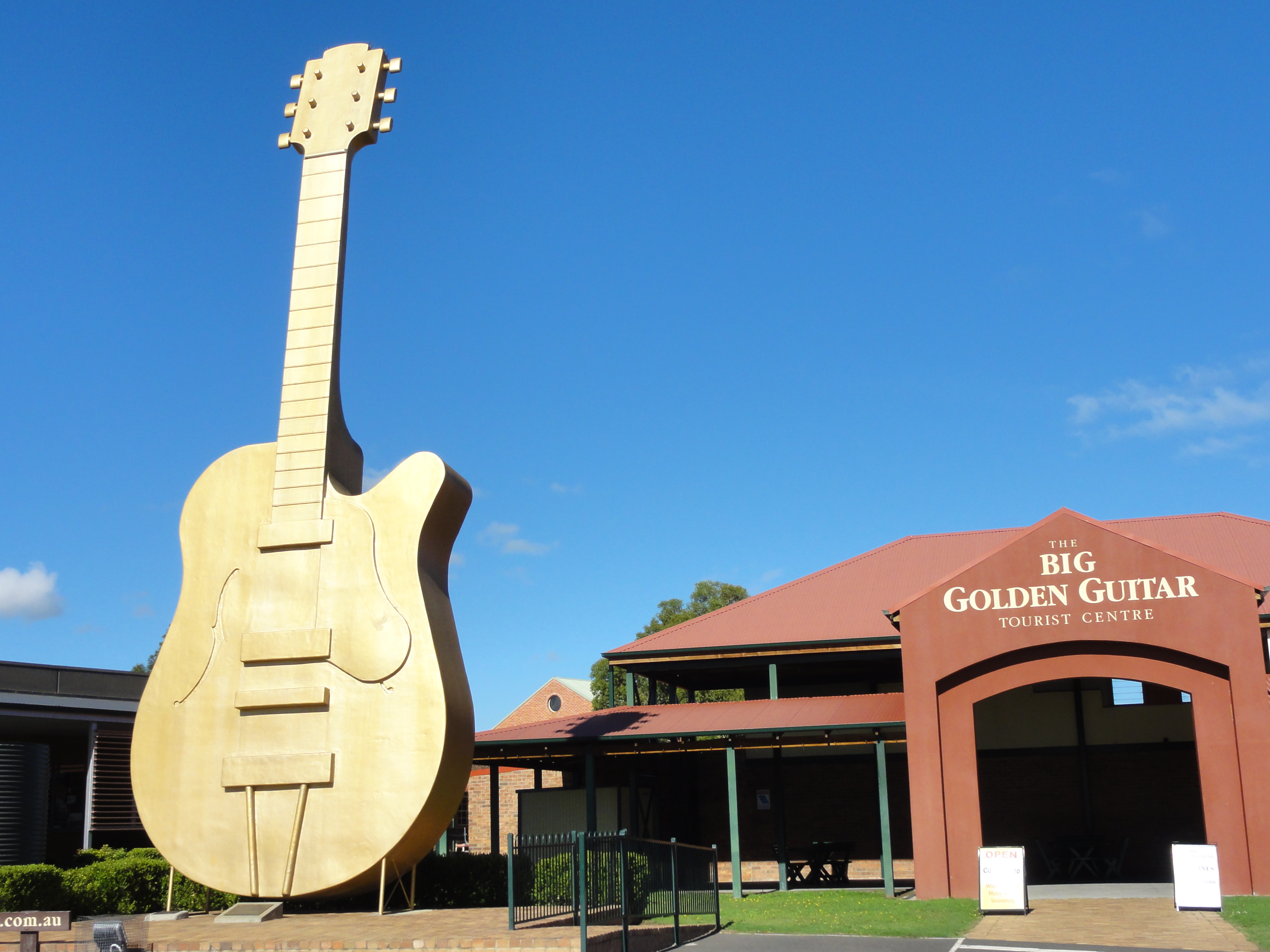
"The Big Golden Guitar" in Tamworth

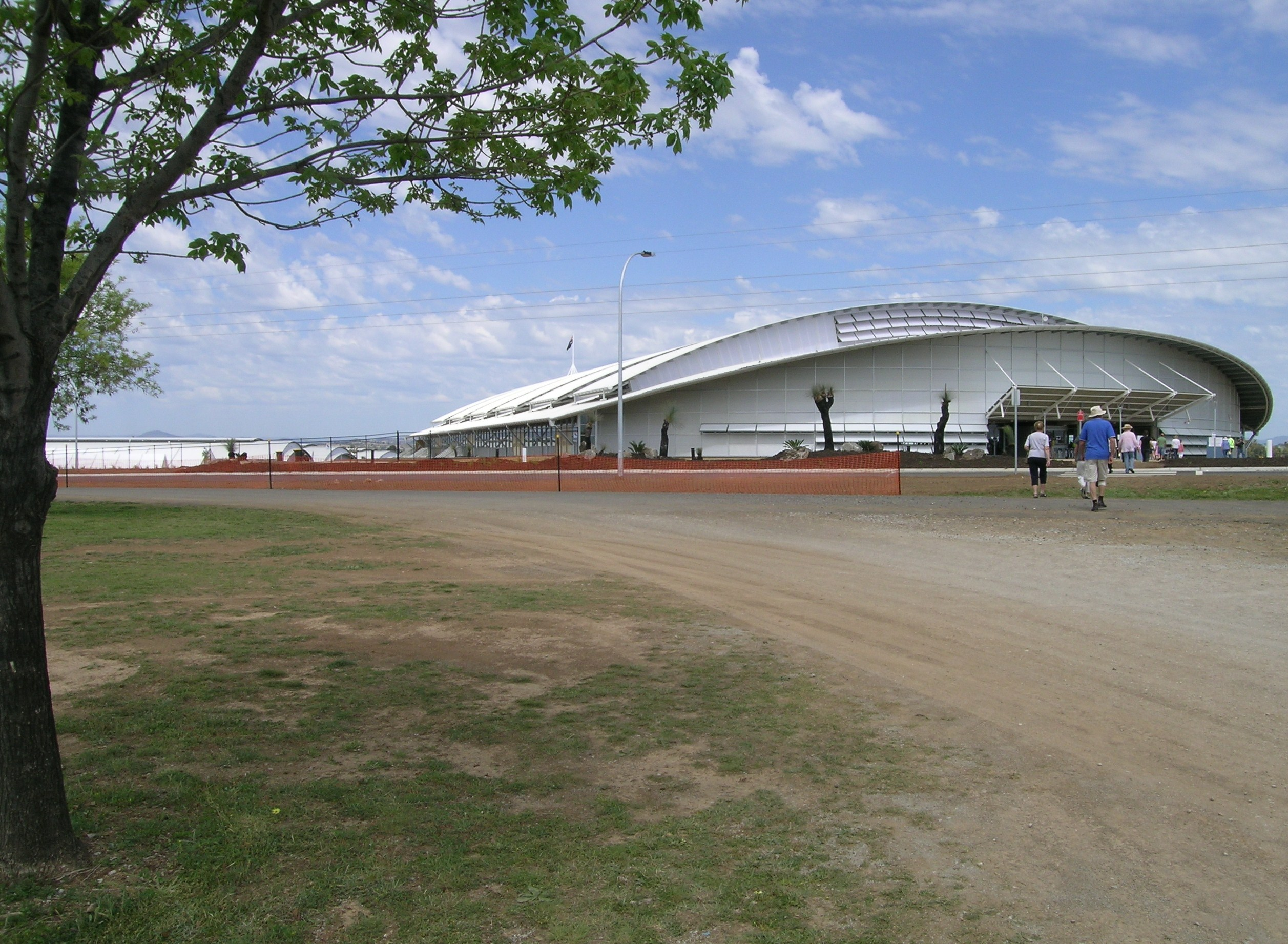
Het Australian Equine and Livestock Events Centre

Tamworth is een stad in de Australische deelstaat New South Wales. Het is de hoofdplaats van de Local Government Area Tamworth Regional Council. Er zijn meer dan 50.000 inwoners.
Tamworth ligt in de vruchtbare vallei van de Peel River, langs beide oevers van de rivier. Oostelijk van de stad liggen de bergen van het Groot Australisch Scheidingsgebergte.
Tamworth ligt aan de Oxley Highway. Er is ook een kleine luchthaven en een treinstation op de Main North Line die Tamworth verbindt met Sydney en Armidale.
Tamworth is in 1850 gesticht en is genoemd naar de gelijknamige stad in Engeland. Robert Peel, naar wie de Peel River is genoemd, was Brits premier en parlementslid voor Tamworth.
Tamworth noemt zichzelf de Country Music Capital of Australia. Elk jaar in januari wordt er een groot country music festival gehouden, dat een tiental dagen duurt en zo'n 50.000 bezoekers telt, waardoor de bevolking van de stad zowat verdubbelt.
Tamworth is ook een Australisch centrum voor de paardensport. In 2008 is er het Australian Equine and Livestock Events Centre geopend, waar zowel indoor als in openlucht allerlei evenementen worden georganiseerd.

## Geboren in Tamworth
- Arthur McCabe (1887-1924), rugbyspeler
- Samuel Spokes (1992), wielrenner
- Alicia Smith (1996), tennisspeelster

Albury ·
Armidale ·
Bathurst ·
Blue Mountains ·
Broken Hill ·
Cessnock ·
Coffs Harbour ·
Dubbo ·
Gosford ·
Goulburn ·
Grafton ·
Griffith ·
Greater Taree ·
Hawkesbury ·
Lake Macquarie ·
Lismore ·
Lithgow ·
Maitland ·
Newcastle ·
Orange ·
Queanbeyan ·
Shellharbour ·
Shoalhaven ·
Sydney (hoofdstad) ·
Tamworth ·
Tanglewood ·
Wagga Wagga ·
Wollongong ·
Wyong